# Pedro Di Lascio
Pedro Di Lascio (Asunción, Paraguay; 1900 - íd. 1978) fue un pintor y grabador paraguayo.

## Primeros pasos
Pedro Di Lascio fue discípulo en el “Ateneo Paraguayo” de Jaime Bestard y de Ofelia Echagüe Vera y en la “Asociación Cristiana de Jóvenes”, de Joao Rossi; maestro brasileño cuya influencia fue fundamental para el despegue de las artes plásticas paraguayas hacia senderos de mayor contemporaneidad y apertura de nuevos caminos expresivos.
Este artista plástico expuso en forma individual y colectiva desde 1956 hasta 1977. Obtuvo el Primer Premio de Pintura en el concurso de artes plásticas del Centro Cultural Paraguayo Americano (1956) y Mención de Honor en la IV Bienal del Grabado de Santiago de Chile en (1970).

## Trayectoria
El gran maestro del grabado latinoamericano Livio Abramo, describió la obra de Pedro Di Lascio como sigue: “Suavidad de formas, fuerte expresividad del color y sentido poético de los motivos representados confieren a esta pintura genuino valor estético. Un artista espontáneo, pues, cuyo arte instintivo es el principal móvil de su expresión y que contiene el clásico instrumental del llamado arte ingenuo cuyas motivaciones retratan los aspectos más líricos de la naturaleza y del hombre de esta tierra, valores que componen el estilo de un arte verdaderamente ingenuo”.
Por su parte, el gran poeta José Luis Appleyard, fallecido en 1998, escribió: “En el complejo mundo de nuestra plástica, la figura de Pedro Di Lascio tiene características singulares que se reflejan en su pintura. Su obra tiene la espontánea audacia de lo auténtico, los colores encuentran en él una vigencia expresiva cuya fuerza radica en la pureza e intensidad de los mismos”.
El artista plástico y arquitecto Carlos Colombino, opinó: “La planimetría en la distribución del color, el efecto de los contrastes primarios, lo escueto de la imagen y la superposición de formas extraídas de la realidad caracterizan la pintura de Di Lascio y la definen e individualizan dentro del arte ingenuo de Latinoamérica”. 
Por su parte, el crítico de arte Ticio Escobar refirió sobre la obra de Pedro Di Lascio: “Más allá de la anécdota del paisaje, del rancho del “tipical art”, la obra de Di Lascio es consecuente con una auténtica visión del mundo y de las cosas, una forma de ver y sentir la realidad que nos devuelve en aspectos que una postura convencional ante la misma es incapaz de recuperar”.
Doña Josefina Plá, el más alto referente de la cultura paraguaya en el siglo XX, fallecida en enero de 1999, escribió: “El color para Pedro Di Lascio es un alfabeto anímico, una subconsciente respuesta a estímulos –insondables como el niño- los que llevan a éste a crear naranjas azules, soles verdes, perros rosados”.

## Muerte
Pedro Di Lascio falleció en su ciudad natal en 1978.

## Colecciones
Las obras Pedro Di Lascio pueden verse en el Museo “Julián de la Herrería” y en el “Centro de Artes Visuales, Museo del Barro” de Asunción; en la colección “Braniff”, seleccionada por la Universidad de Texas de los Estados Unidos; en el Instituto Ítalo Latinoamericano de Roma; en el Museo de Cultura Hispánica de Madrid; en el Museo de Arte Hispano Americano de Montevideo, Uruguay y en colecciones privadas de Estados Unidos, España, Francia, Italia, Argentina, Alemania, Brasil y Paraguay.